# Marcello Nizzola
Marcello Nizzola (Genova, 17 dicembre 1900 – Genova, 22 febbraio 1947) è stato un lottatore italiano, specializzato nella lotta greco-romana. Nel 1920 fu uno dei primi aderenti al movimento fascista.

## Carriera
Marcello Nizzola crebbe sportivamente nella sua città natale, Genova, come lottatore in entrambi gli stili (greco-romano e libero). Già dagli anni venti uno dei migliori lottatori italiani, debuttò nelle competizioni internazionali solo nel 1931, essendogli stato preferito, fino a quel momento, Giovanni Gozzi. In quell'anno partecipò agli europei di Praga, vincendo la medaglia di bronzo nei pesi gallo.
Ai Giochi olimpici del 1932 a Los Angeles vinse la medaglia d'argento. In finale perse ai punti col campione tedesco Jakob Brendel, da Norimberga. Agli europei del 1934 a Roma si classificò solamente quinto, nonostante la vittoria con l'ungherese Ödön Zombori. Nel 1935, a Bruxelles, ottenne la sua vittoria più importante conquistando il titolo di campione europeo dei pesi gallo. Partecipò ai Giochi olimpici di Berlino nel 1936 ed agli europei del 1937 a Monaco, senza giungere sul podio.
Marcello Nizzola fu assassinato a colpi di pistola mentre rientrava a casa il 22 febbraio 1947, probabilmente per motivi politici. Spirò poco dopo all'ospedale di San Martino.
Suo figlio Garibaldo fu anch'egli un noto lottatore che nel 1951 divenne vicecampione del mondo nello stile libero dei pesi leggeri.

## Risultati sportivi
(Giochi Olimpici, E=campionati europei, GR = Stile greco-romano, L = Stile libero, Ga = Pesi gallo, allora fino a 56 kg)
- 1931, 3 Posto, E a Praga, GR, Ga, con vittorie su Louis Francois, Francia, Edmond Spapen, Belgio e Henryk Ganzerra, Polonia e sconfitte contro László Szekfü, Ungheria e Herman Tuvesson, Svezia;
- 1932, Medaglia d'argento, GO di Los Angeles, GR, Ga, con vittorie su László Szekfü e Georgios Zervinis, Grecia e sconfitte contro Louis Francois e Jakob Brendel, Germania;
- 1934, 5. Posto, E a Roma, GR, Ga, con vittorie su Ödön Zombori, Ungheria e sconfitte contro Justin Gehring, Germania e Ion Horvath, Romania;
- 1935, 1. Posto, E a Brüssel, L, Ga, con vittorie su Adolphe Lambert, Belgio, Marcel Bron, Svizzera e Marton Lörincz, Ungheria e nonostante una sconfitta contro Jakob Brendel;
- 1936, 7. Posto, GO a Berlino, L, Ga, con vittorie su Antonin Nič, Cecoslovacchia e sconfitte contro Aatos Jaskari, Finlandia e Ödön Zombori;
- 1937, 5. Posto, E a Monaco, L, Ga, dopo sconfitte contro Stefan Toth, Ungheria e Herman Tuvesson